# Гатилов Юрій Валентинович
Юрій Валентинович Гатилов (нар. 11 червня 1972, Донецьк) — український та російський футболіст, який грав на позиціях нападника та півзахисника. Відомий за виступами у складі луцької «Волині» у вищій українській лізі, грав також у кількох російських клубах нижчих дивізіонів та нетривалий час у білоруській вищій лізі за клуб «Нафтан».

## Клубна кар'єра
Юрій Гатилов є вихованцем ДЮСШ донецького «Шахтаря», і розпочав свою кар'єру виступами за дублюючий склад «гірників» у 1989 році. Далі футболіст виступав у чемпіонаті області за аматорський донецький клуб «Гірник». У сезоні 1992—1993 років Гатилов виступав у складі донецького клубу «Вуглик» в аматорському чемпіонаті України, та був там одним із двох кращих бомбардирів зонального турніру (разом із Сергієм Чуйченком). Успішна гра футболіста привернула до себе увагу російського клубу «Лада» із Тольятті, який грав у першій російській лізі, та боровся за вихід до вищої ліги. У складі команди Гатилов дебютував у кінці чемпіонату, та зіграв лише 4 матчі, окрім цього, він не брав участі у перехідному турнірі за вихід до вищої ліги, у якому «Лада» зайняла друге місце та здобула путівку до вищої ліги. Не ставши гравцем основи клубу, футболіст повертається до Донецька, де грає за аматорські клуби «Вуглик» і «Гарант». У 1994 році Юрій Гатілов отримує запрошення від команди вищої ліги «Волинь», проте за клуб зіграв лише 5 матчів, і в кінці року покинув луцький клуб.
На початку 1995 року Юрій Гатилов перейшов до складу друголігової російської команди «Лада», яка представляла Димитровград. У складі команди Гатилов грав до кінця 1995 року, і отримав запрошення вже від тольяттинської «Лади», яка грала у вищій російській лізі, проте за команду так і не зіграв, та повернувся до димитровградської команди, із якою в цьому році виграв зональний турнір російської другої ліги. Далі протягом 3 років футболіст із донецька грав за димитровградську команду в першій російській лізі. У 2000 році керівництво тольяттинської «Лади», яка на той час вибула до першої ліги, вирішило повернути Гатилова до свого клубу. Протягом двох років Юрій Гатилов грав у Тольятті, а сезон 2002 року провів у складі красноярського «Металурга». На початку 2003 року футболіст на нетривалий час повернувся в Україну, та грав за аматорський клуб «Торез» із однойменного міста, а в кінці 2003 року грав за білоруський клуб вищої ліги «Нафтан» із Новополоцька, проте зіграв за клуб лише 2 матчі, та забив у них 1 м'яч. Наступного року Гатилов знову поїхав грати у Росію, де грав за клуби другого дивізіону — «Кавказтрансгаз», «Динамо» (Вологда), «Мордовія» та СКА. У 2006 році знову ненадовго повернувся до Донецька, де грав за аматорський клуб «Титан». Далі футболіст знову поїхав до Росії, де грав за друголігові клуби «Сибіряк» і «Зодіак». У 2009 році Гатилов остаточно повертається до Донецька, та деякий час грає в аматорській команді «Донецьксталь». Із 2011 року Юрій Гатилов працює тренером у СДЮШОР «Шахтар» у Донецьку.